# 桂文昇 (4代目)
4代目桂 文昇（かつら ぶんしょう、1964年11月13日 - ）は、大阪市出身の落語家。本名は上国料 浩。出囃子は『越後獅子』。よしもとクリエイティブ・エージェンシー所属。上方落語協会会員。

## 来歴・人物
大阪府立岸和田高等学校卒業後、1984年6月9日に桂小文枝（後の5代目桂文枝）に入門。
1998年11月、芸名を桂小國から改め、4代目桂文昇を襲名。
余芸で日舞や阿波踊りを踊る。前名の「小國」は本名から一字取った。